# Escaut (département)
Pour les articles homonymes, voir Escaut (homonymie).
1795–1814
Entités précédentes :
- (Pays-Bas autrichiens)
- (Comté de Flandre)

Entités suivantes :
- Royaume uni des Pays-Bas :
- (Province de Flandre-Orientale)
- (Province de Zélande)

L'Escaut ou, en forme longue, le département de l'Escaut est un ancien département français, dont le chef-lieu était Gand. Il tient son nom du fleuve éponyme : l'Escaut.
En 1810, le chef-lieu était Gand et les sous-préfectures Audenarde, Eekloo, Termonde et Walcheren.
Il se voit attribuer le numéro 92 dans la liste des 130 départements français de 1811. Il faisait partie des départements réunis.
Le territoire de l'ancien département de l'Escaut est situé dans la Belgique actuelle ainsi qu'aux Pays-Bas et correspond au territoire de la province belge de Flandre-Orientale et à celui de la Flandre zélandaise dans la province néerlandaise de Zélande.

## Histoire

### Origines et création
Avant l'annexion française, la région appartenait au Saint-Empire romain germanique et plus précisément au Comté de Flandre, faisant alors lui-même partie des Pays-Bas autrichiens, sous la dynastie des Habsbourg d'Autriche. Après la Révolution française de 1789 puis le bref épisode des États belgiques unis en 1790, l'armée révolutionnaire française tenta une première annexion de la région dès 1792, qui resta sans succès. C'est lors de la seconde annexion française des États de Belgique que le territoire passa aux mains de la Première République française par la signature du traité de La Haye le 16 mai 1795. Celui-ci indique également que la République batave cède à la Première République française l'arrondissement de Sas-de-Gand, territoire correspondant aux environs de Hulst et d'Axel, formant la Flandre des États.
Le département est créé le 1er octobre 1795. Ce territoire est ensuite incorporé au département de l'Escaut le 13 février 1796[réf. nécessaire].

### Démembrement
À la suite de leurs défaites lors de la campagne de France, les Français évacuent la région et la principauté souveraine des Pays-Bas unis est proclamée dès le 20 novembre 1813. Elle récupère les anciens départements des Pays-Bas et certains des départements réunis. Le 15 mars 1815, le Congrès de Vienne créé le royaume uni des Pays-Bas avec pour souverain Guillaume Ier d'Orange-Nassau, qui répartit les territoires de l'ancien département entre ses nouvelles provinces de Flandre-Orientale et de Zélande. Ce tracé sera gardé lors de la scission et de l'indépendance de la Belgique le 4 octobre 1830.

## Territoire
Initialement composé de trente-deux cantons, il en comporte quarante-et-un (cantons = justices de paix) par l'arrêté du 17 frimaire an X (8 décembre 1801) et est découpé en quatre arrondissements :
- Arrondissement de Gand
  - Cantons de : Cruyshautem, Deinse, Eccloo, Everghem, Gand-Nord, Gand-Sud, Gand-Est, Gand-Ouest, Loo-Christi, Nazareth, Nevele, Oosterzele, Sommerghem et Waerschoot.
- Arrondissement d'Audenarde
  - Cantons de : Audenarde-1, Audenarde-2, Grammont, Herzele, Maria-Hoorebeke, Nederbrakel, Ninove, Renaix et Sotteghem.
- Arrondissement de Termonde
  - Cantons de : Alost-1, Alost-2, Beveren, Saint-Gillis, Hamme, Lokeren, Saint-Nicolas, Tamise, Termonde, Wetteren et Zele.
- Arrondissement de L'Écluse
  - Cantons de : Assenede, Axel, Capryke, L'Écluse, Hulst, Izendik et Oostbourg.

En 1815, le comte Joseph François Lichtervelde, de la famille de Lichtervelde le décrit comme département « l'un des neuf (départements) que forment le Hainault et la Flandre autrichienne, le Brabant, le pays de Liège, la Flandre hollandaise ».

« Il est borné au nord par l'Escaut, qui le borne aussi à l'est ; au sud par le département de Jemmappe et de la Dyle ; et à l'ouest, par le département de la Lys ».

« Sa superficie est d'environ 357 706 hectares ; sa population est de 636 438 individus ; il est divisé en quatre arrondissements communaux, qui se composent de 334 communes, dont celle de Gand est le chef-lieu ; il est traversé par plusieurs rivières, dont les principales sont l'Escaut y la Dendre, la Lys, la Durme ».

« Il est arrosé par la réunion de plusieurs ruisseaux qui forment la Lede, la Lieve, la Caele et la Langerlede ».

« Il est outre cela coupé par plusieurs canaux qui y favorisent également le commerce et l'agriculture ».
L'auteur le divise en cinq parties ;
- 1re Le bassin de la Lys.
- 2e Le bassin de l'Escaut et de la Dendre.
- 3e Le bassin du Bas-Escaut (partie du fleuve située à l'est de Gand) de la Durme et de la Lede.
- 4e Le bassin de la Lieve, de la Caele et de la Langerlede.
- 5e Les polders.

## Liste des préfets

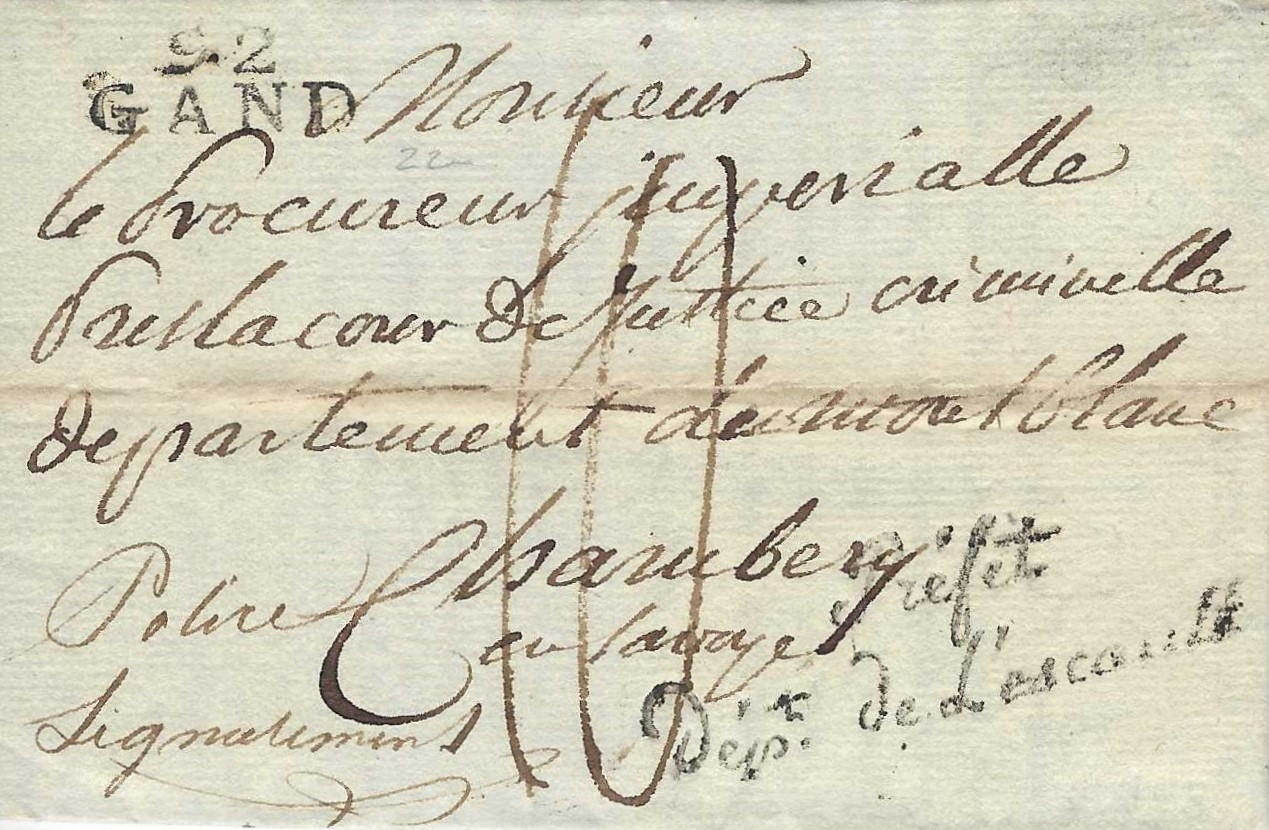
Lettre du 20 fevrier 1809 portant le cachet de franchise du préfet de l'Escaut

| Période           | Période      | Identité                       | Fonction précédente                                                                  | Observation |
| ----------------- | ------------ | ------------------------------ | ------------------------------------------------------------------------------------ | --- |
| 3 mars 1800       | 1808         | Guillaume-Charles Faipoult     | Ministre des finances sous le Directoire                                             | Préfet de Saône-et-Loire (Cent-Jours) |
| 18 septembre 1808 | 1813         | Frédéric-Christophe d'Houdetot | Auditeur au conseil d'État Sous-préfet de Château-Salins                             | Passe à la préfecture de la Dyle Nommé préfet du Loiret aux Cent-Jours mais refuse, Préfet du Calvados (seconde Restauration) Pair de France (seconde Restauration et Monarchie de Juillet) Membre de l'Assemblée nationale législative (Deuxième République) Député de la Deuxième République Député du Second Empire |
| 25 mars 1813      | février 1814 | Antoine Desmousseaux de Givré  | Membre du Tribunat (1800), 1er Préfet de l'Ourthe, Préfet de la Haute-Garonne (1806) | Représentant d'Eure-et-Loir à la Chambre des Cent-Jours |

## Liste des députés
- 1803-1811 : Charles Joseph Oudaert[7].